# 261 Prymno
261 Prymno är en asteroid i huvudbältet som upptäcktes den 31 oktober 1886 i Clinton, New York av den tysk-amerikanske astronomen Christian H. F. Peters. Den namngavs efter Prymno en av okeaniderna i grekisk och romersk mytologi.